# Андрей Андреев (лекар)
Вижте пояснителната страница за други личности с името Андрей Андреев.
Андрей Ангелов Андреев е български лекар, доцент. Работил е във Военномедицинска академия, като началник на Център по кръвопреливане и заместник-началник на Академията. До месец Май 2013 г. е директор на Националния център по хематология и трансфузиология.